# Brott utan offer
Ett brott utan offer är en olaglig handling som antingen direkt involverar endast gärningsmannen eller uppstår mellan samtyckande vuxna. I sådana fall finns det utan tvekan inget riktigt offer, dvs drabbad part. 
Definitioner av offerlösa brott varierar i olika delar av världar och lagstiftningssystem, men inkluderar vanligtvis innehav av olagligt kontraband, narkotikamissbruk, prostitution och förbjudet sexuellt beteende mellan samtyckande vuxna, vapenhandel, smuggling och mänskligt smuggling. Det finns emellertid kontroverser kring detta.  Edwin Schur och Hugo Adam Bedau uppger i sin bok Victimless Crimes: Two Sides of a Controversy att "vissa av dessa lagar producerar sekundär brottslighet, och alla skapar nya brottslingar, av vilka många annars är laglydiga medborgare."